# Экономика Барнаула
Барнаул — один из важнейших экономических центров Западной Сибири. Экономика города базируется в основном на торговле и услугах.
В 2012 году журнал Forbes поставил Барнаул на 20 место в рейтинге лучших городов России для развития бизнеса

## История
Исследователи связывают основание Барнаула с началом строительства медеплавильного завода Акинфия Демидова, получившего земли в аренду от государства. Известно, что именно в 1730 году Демидов перевёл на Алтай 200 приписных крестьян для закладки заводов. 29 сентября 1739 года было начато строительство Барнаульского завода. В том же году был проложен отводной канал и построена плотина..
В 1750 году на Барнаульском заводе действовали уже 17 печей, вместо 2 печей и 7 горнов, работавших при Демидове. В город едут горные офицеры и инженеры с Урала для выплавки руд и её первичной обработки. Одним из таких был и талантливый изобретатель Иван Ползунов. В 1763 году он представил проект «огнедышащей машины» — первой паровой машины в мире, и в 1766 году на берегу реки Барнаулки прошли её испытания.
Отмена крепостного права, истощение природных ресурсов, неспособность заводского руководства работать в новых условиях, привели к упадку горного производства и закрытию в 1883 году Барнаульского завода. Но в это же время в городе того времени существует кожевенное, свечное, кирпичное, пивоваренное, содовое, шубное, лесопильное и другие производства. Это позволило выйти барнаульским товарам не только на российский, но и на международный рынок.
В 1920—1930-е годы происходило наращивание промышленного потенциала города, построен первый крупный завод — Барнаульский меланжевый комбинат, Барнаульская ТЭЦ-1, ряд более мелких фабрик.
Во время Второй мировой войны в городе на постоянной основе разместилось около ста промышленных предприятий из Москвы, Ленинграда, Одессы, Харькова, других городов, временно оккупированных фашистскими войсками. В городе стали работать крупные машиностроительные предприятия — заводы «Трансмаш», котельный, станкостроительный, выпустил первую продукцию радиозавод. Город поставлял фронту танковые дизельные моторы, кислородно-дыхательную аппаратуру для лётчиков, обмундирование, полушубки, валенки.
По некоторым данным, около половины патронов, использованных Советской Армией во время войны, было произведено в Барнауле на станкостроительном заводе.
После Великой Отечественной войны город стал крупным промышленным центром. В Барнауле были развиты машиностроительная, химическая, текстильная, радиотехническая промышленность. Развитию экономического потенциала способствовало его благоприятное транспортно-географическое положение: близость к источникам сырья (уголь и металл Кузбасса, лес Салаира и Алтая, сельхозпродукты степной части); нахождение на стратегически важной магистрали Новосибирск — Алма-Ата — Ташкент, связывающей Сибирь с Казахстаном и Средней Азией.
В советский период предприятия были ориентированы на оборонный заказ, а в 90-х годах XX века большинство из них стало убыточными или банкротами, большое количество людей остались безработными. Пустующую нишу заполняют быстро развивающиеся предприятия пищевой промышленности, сфера торговли и услуг, а также производства строительных материалов.

## Промышленность
Большинство предприятий Барнаула сосредоточено в Южной (Центральной), Северной и Власихинской промышленных зонах. Южная формировалась вместе с развитием города в XVIII—XX веках и располагается внутри застроенной территории. Предприятия Северной и Власихинской промышленных зон, возведённые позднее, в соответствии с современными требованиями градостроительства, вынесены за пределы жилых массивов на окраины Барнаула.
| Отрасли                                           | Предприятия |
| ------------------------------------------------- | --- |
| Машиностроение и металлообработка                 | Алтайский завод прецизионных изделий \| Алтайский моторный завод \| Алтайский приборостроительный завод Ротор \| Барнаултрансмаш \| Алтайский завод топливных насосов \| Барнаульский вагоноремонтный завод \| Барнаульский завод геофизической аппаратуры \| Алтайский завод агрегатов \| Барнаульский радиозавод \| Сибэнергомаш \| Барнаульский станкостроительный завод \| Барнаульский завод мехпрессов. |
| Химическая и нефтеперерабатывающая промышленность | Алтайский шинный комбинат \| Барнаульский завод асбестовых технических изделий \| Барнаульский завод резинотехнических изделий \| Барнаульский канифольный завод. |
| Лёгкая промышленность                             | Барнаульский меланжевый комбинат. |
| Промышленность стройматериалов                    | Барнаульский комбинат железобетонных изделий №1 \| Барнаульский комбинат железобетонных изделий №2 \| Барнаульский экспериментальный завод крупнопанельного домостроения \| Кирпичный завод «Турина гора». |
| Электроэнергетика                                 | ТЭЦ-2 \| ТЭЦ-3. |
| Пищевая промышленность                            | Алтайхолод \| АгроСиб-Раздолье \| Барнаульский гормолкомбинат \| Барнаульский ликеро-водочный завод \| Барнаульская мельница \| Барнаульский дрожжевой завод \| Барнаульский пивоваренный завод \| Кондитерская фабрика «Алтай» \| Алтайские макароны \| Барнаульский хлебокомбинат №4 \| Кипринский молочный завод.                                                                                          |

Индекс промышленного производства по крупным и средним предприятиям города за 2008 год (по сравнению с 2007 годом) составил 104,6 %. Снизилось производство резиновых и пластмассовых изделий, неметаллических минеральных продуктов, электрооборудования, дизелей, железобетонных конструкций, ликёро-водочных изделий, мясы и рыбы, хлебобулочных изделий, молочной продукции, минеральной воды, колбасных изделий, жиров, мороженого.
В то же время увеличилось производство изделий из древесины, целлюлозно-бумажной продукции, транспортных средств, кузнечно-прессовых машин, вагонов грузовых, двигателей тракторных и комбайновых, агрегатов, узлов и деталей машин для уборки зерновых, масляничных, бобовых и крупяных культур, шин, волокон и нитей химических, обуви, растительного масла, макаронных изделий, муки и кондитерских изделий. Зафиксирован экономический рост в текстильной, швейной, химической и энергетических отраслях промышленности. 57,5 % промышленных предприятий закончили 2008 год с прибылью.
С 2007 года по договорённости с правительством Белоруссии в городе начато сборочное производство белорусских троллейбусов — около 30 штук в год.
Среднемесячная заработная плата одного работника крупных и средних предприятий за 2008 год составила 13434 рублей.

## Торговля и услуги
В сфере услуг и торговли занято более 100 тысяч человек. В 2008 году сеть предприятий потребительского рынка увеличилась на 272 предприятия, в том числе 15 — общественного питания, 96 — предприятий розничной торговли и 161 — предприятие бытового обслуживания. За счёт открытия новых предприятий создано 2100 новых рабочих мест. Оборот розничной торговли в 2010 году составил 90 млрд рублей (в сопоставимых ценах к 2009 году вырос на 7,2 %).
Основные площади объектов торговли — крупные торгово-развлекательные центры: «Алтай», «Весна», «Европа», «Огни», «СИТИ-центр»; в 2015 году закончилось строительство самого крупного в крае ТРЦ «Арена» площадью в 150 000 м²; гипермаркеты: «METRO Cash & Carry», «Ашан», «Лента» (3), а также DIY-гипермаркеты (строительные): «АрсиДом», «Знак», «Прораб», «Формула М2», Index Living Mall, «Леруа Мерлен», в 2016 году введена в эксплуатацию первая очередь ТРЦ «Пионер» (общая площадь 80 000 м²).
Продовольственные супермаркеты (крупные сети): «Аникс» (17), «Мария-Ра» (118), «Холидей Классик» (8), «Бахетле», «Магнит». Супермаркеты электроники: DNS, «М.Видео», «Пятый Элемент», «Техносила», «Эльдорадо».
В Барнауле работают продовольственные рынки «Крытый рынок», «Новый рынок», «Китайский рынок» и другие. Ежегодно с большой регулярностью проходят социальные продуктовые ярмарки.
В последние годы в городе активно развивается сфера общественного питания, в том числе сетевых заведений, открываемых в основном по франчайзингу. В 2010 году оборот общественного питания составил 2,2 млрд рублей. На рынке представлены сети New York Pizza, KFC, «Росинтер Ресторантс» (рестораны «IL Патио» и «Планета Суши»), «Карт Бланш рестогруп» (рестораны «Иероглиф» и CarteBlanche, пиццерия «Перцы», суши-бары «И.Понкин»), холдинг «Фуд-мастер» (столовые «Вилка-ложка») и «Матрешка» (фуд-корды «Матрешкино»),  Subway, «Синнабон». Работают другие кофейни, суши-бары и столовые современного типа. Также популярны различные блинные и заведения узбекской кухни.
В Барнауле находятся представительства большинства крупных федеральных банков. Кроме того, в Барнауле имеют свои головные офисы следующие банки местного значения: «АлтайБизнес-Банк», «Алтайкапиталбанк», «Сибсоцбанк», «Тальменка-банк», «ФорБанк». В городе действует крупнейший за Уралом колл-центр банка «ВТБ 24».

### Связь
Основной оператор стационарной связи — Алтайский филиал ОАО «Ростелеком», располагающий 47 АТС. Количество цифровых АТС достигло 76 %. Ёмкость телефонной сети составляет более 230 тыс. номеров, при этом уровень телефонизации барнаульцев составляет более 85 %.
Действует несколько альтернативных операторов стационарной связи — компании: «ДиалогСибирь-Барнаул» (бренд «ДиалогТелеком»), «Дианэт», «МТС», «Интелби ТТК», «Интерсвязь», «Простор Телеком», «Сибирские Сети», «ТТК Западная Сибирь», «Энфорта», Дом.ru.
Услуги сотовой связи в городе предоставляют пять федеральных операторов: «Билайн», МТС, «МегаФон», Tele2, Yota.

## Транспорт
Барнаул — крупный транспортный узел, находится на ответвлении федеральной автомагистрали М52 «Чуйский тракт» Новосибирск — Монголия, здесь же начинается другая федеральная трасса А322 Барнаул — Рубцовск — Казахстан. Через город проходят ветки Западно-Сибирской железной дороги. Расположенная в городе одноимённая железнодорожная станция является связующим звеном со многими регионами России и ближним зарубежьем.
Международный аэропорт Барнаула находится в 17 км к западу от города. На Оби существует пассажирский и грузовой речной порт.
Пассажирооборот барнаульского автовокзала составляет в среднем 4500 человек в сутки. Город связан автобусными сообщениями со всеми 60-ю районами Алтайского края, а также с соседними регионами: Республикой Алтай, Новосибирской, Кемеровской, Томской областями. Регулярные автобусные рейсы выполняются в города Казахстана: Павлодар, Семипалатинск, Усть-Каменогорск и Алма-Ату. С июля 2011 года открыт новый маршрут в Красноярск.
Основные автомобильные магистрали города:
- Павловский тракт (трасса Р380 Барнаул — Камень-на-Оби — Новосибирск),
- Змеиногорский тракт (на Рубцовск и Казахстан А322),
- Правобережный тракт (на Новосибирск и Бийск М52),
- Шоссе «Ленточный Бор» (объездная дорога), а также внутригородские (пр-т Ленина, Красноармейский пр-т, ул. Попова, ул. Кутузова, ул. Малахова, ул. Северо-Западная и др.).

Городской транспорт представлен автобусами и маршрутными такси (см. Барнаульский автобус), трамваями (9 маршрутов, см. Барнаульский трамвай) и троллейбусами (3 маршрута, см. Барнаульский троллейбус). Первый трамвай пущен в 1948 году, первый троллейбус — в 1973 году. С 2000 года до весны 2010 года на улицах города можно было встретить двухэтажные автобусы марки MAN.
- Виды городского транспорта Барнаула
- Троллейбус на проспекте Ленина
- Здание Барнаульского речного вокзала (утрачено)

## Туризм
Городской туристический кластер Барнаула. Предполагает обновление и благоустройство исторической части города. Включён в федеральную целевую программу «Развитие внутреннего и въездного туризма в Российской Федерации» на 2011—2018 годы (мероприятия второго этапа).

## Гостиницы Барнаула
В Барнауле насчитывается более 40 гостиниц различного уровня: 3-звёздочные отели, гостиницы экономкласса, базы отдыха, парк-отели и гостинично-развлекательные комплексы.